# Torta Doberge
La torta Doberge (in inglese: Doberge cake) è una torta al cioccolato e limone inventata da Beulah Levy Ledner a  New Orleans, Louisiana, il quale voleva realizzare una variante dell'ungherese torta Dobos. 
Molto spesso la torta è realizzata per metà da pudding al cioccolato e per l'altra metà da pudding al limone. L'originale torta Doberge è ricoperta da un sottile strato di crema al burro ed uno strato di pasta di zucchero. È normalmente composta da sei o più strati, ma molti pasticceri dilettanti ne fanno meno. La ricetta originale prevede limone, cioccolato e caramello.

## Storia
Beulah Levy Ledner, nate in una famiglia ebraica a St. Rose, aprì un panificio a New Orleans nel 1933 e riscosse un grandissimo successo dopo aver creato la sua "torta Doberge" prendendo spunto dalla torta Dobos, un dolce fatto da nove strati di Pan di Spagna, pieni di burro e ornata con caramello glassato. Ledner sostituì il ripieno di burro della torta Dobos con un ripieno di crema pasticcera e coprì la torta con crema al burro e un sottile strato di fondente, o pasta di zucchero.
La ricetta originale di Beulah Ledner è disponibile nel libro di cucina, Let's bake with Beulah Ledner: A legendary New Orleans Lady scritto da Maxine Wolchansky.